# Felix Platter
Felix Platter o anche Plater (Basilea, 28 ottobre 1536 – Basilea, 28 luglio 1614) è stato un medico, anatomista e botanico svizzero.
Era il figlio di Thomas Platter il Vecchio e fratellastro di Thomas Platter il Giovane.

## Biografia
Felix Platter iniziò lo studio della Medicina presso l'Università di Montpellier nel 1552, ma completò gli studi a Basilea, laureandosi nel 1557.
Qui ottenne le cattedre di Medicina teorica e pratica.
Nel 1571, Platter è nominato medico della città. 
All'interno dei suoi insegnamenti, praticò autopsie pubbliche e private; i suoi scritti di Anatomia ricalcarono gli insegnamenti di Vesalio.
Nel 1602 e nel 1604 pubblicò la sua Praxis medica, in cui, per la prima volta, le malattie erano classificate sulla base dei loro sintomi. Parimenti, fu uno dei primi ad attribuire le malattie mentali a cause naturali e non più alla magia o alle possessioni demoniache.
Platter lasciò anche dei documenti inediti in cui descriveva parecchie epidemie di peste, con statistiche sul numero dei malati, delle guarigioni e dei decessi.
Egli è noto soprattutto per il suo interesse nell'Oftalmologia. Studiò le capacità sensoriali della retina e del cristallino, nonché il loro funzionamento, la miopia, sui propri occhi, e certi casi di cecità. Tentò di sviluppare un trattamento della cataratta e studiò l'influenza di fattori esterni sulla comparsa di questa malattia (principalmente gli alchimisti che lavoravano vicino al fuoco).

Nel 1583, pubblicò su questo soggetto un trattato, che fu largamente ignorato fintantoché suo nipote Felix Platter II lo ripubblicò nel 1626.
A fianco della Medicina, occupa il suo tempo libero ad alcune collezioni: il gabinetto di Storia naturale, l'erbario e la collezione di strumenti di musica. Probabilmente, fu attraverso l'intermediazione di Guillaume Rondelet durante la frequenza dei corsi a Montpellier che apprese la tecnica di essiccazione delle piante messa a punto in Italia da Luca Ghini.
Il suo erbario è in parte conservato all'Università di Berna e conta 813 campioni, che provengono da Svizzera, Francia, Italia, Spagna e Egitto.
Montaigne, di passaggio a Basilea nel 1580, l'ammirò e annotò nel suo diario che "au lieu que les autres font peindre les herbes selon leurs couleurs, lui a trouvé l'art de les coller toutes naturelles si proprement sur le papier, que les moindres feuilles et fibres y apparoissent comme elles sont" ("mentre gli altri fanno dipingere le erbe in base ai loro colori, egli trovò il modo di incollarle tutte naturali sulla carta così correttamente, che le foglie e le fibre minori vi apparivano come sono effettivamente").
Parimenti, Platter sperimentò l'allevamento di bachi da seta e canarini.

## Opere

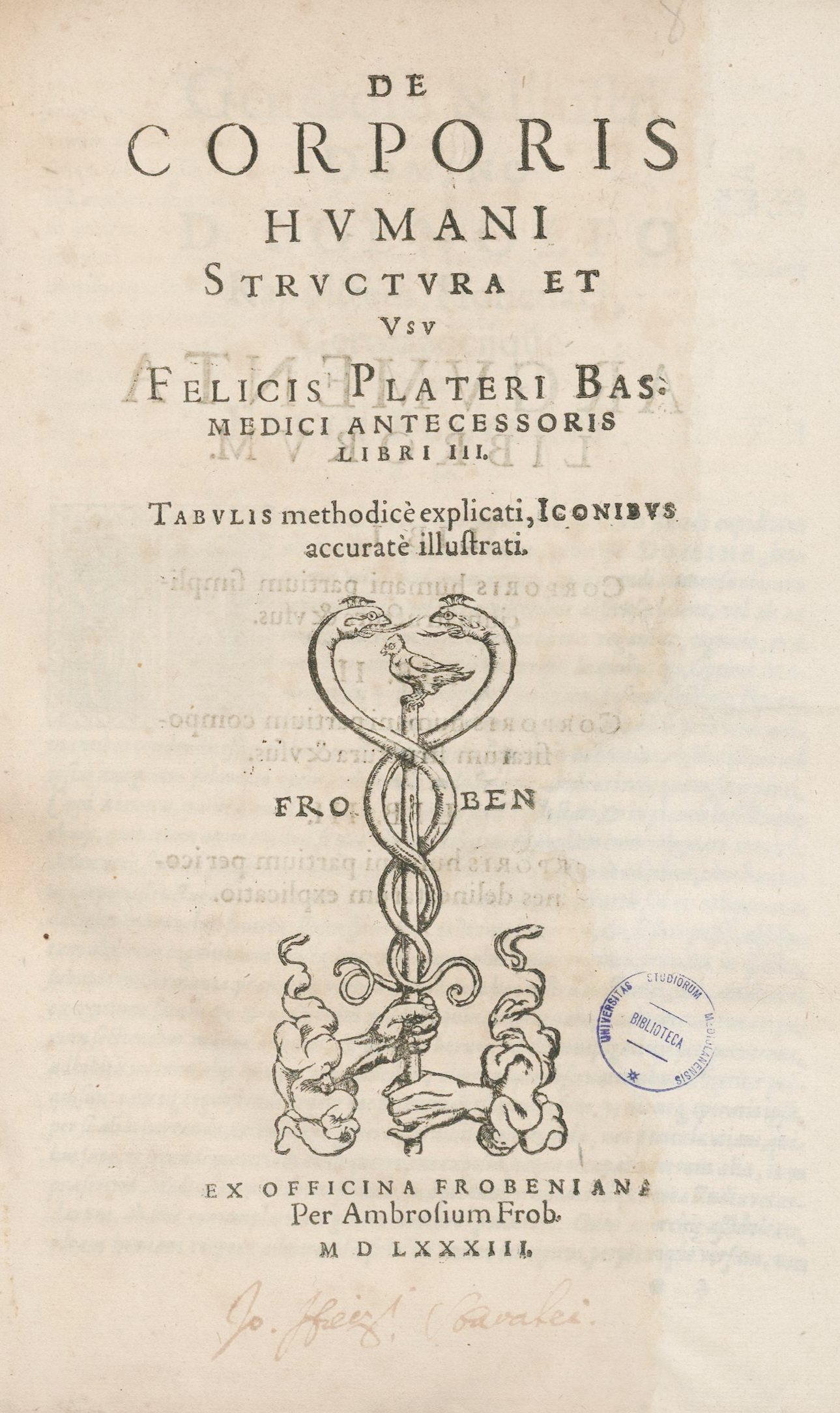
De corporis humani structura, 1583

- (LA) De corporis humani structura, Basel, Ambrosius Froben, 1583.
- Praxeos medicae tres tomi, Basilea, 1602, in ottavo.